# فيليب رودني وايت
فيليب رودني وايت (بالإنجليزية: Philip Rodney White)‏ هو عالم نبات أمريكي، ولد في 25 يوليو 1901 في شيكاغو في الولايات المتحدة، وتوفي في 25 مارس 1968 في مومباي في الهند.